# Hypoponera sauteri
Hypoponera sauteri är en myrart som beskrevs av Keiichi Onoyama 1989. Hypoponera sauteri ingår i släktet Hypoponera och familjen myror. Inga underarter finns listade i Catalogue of Life.